# Amarotipinos

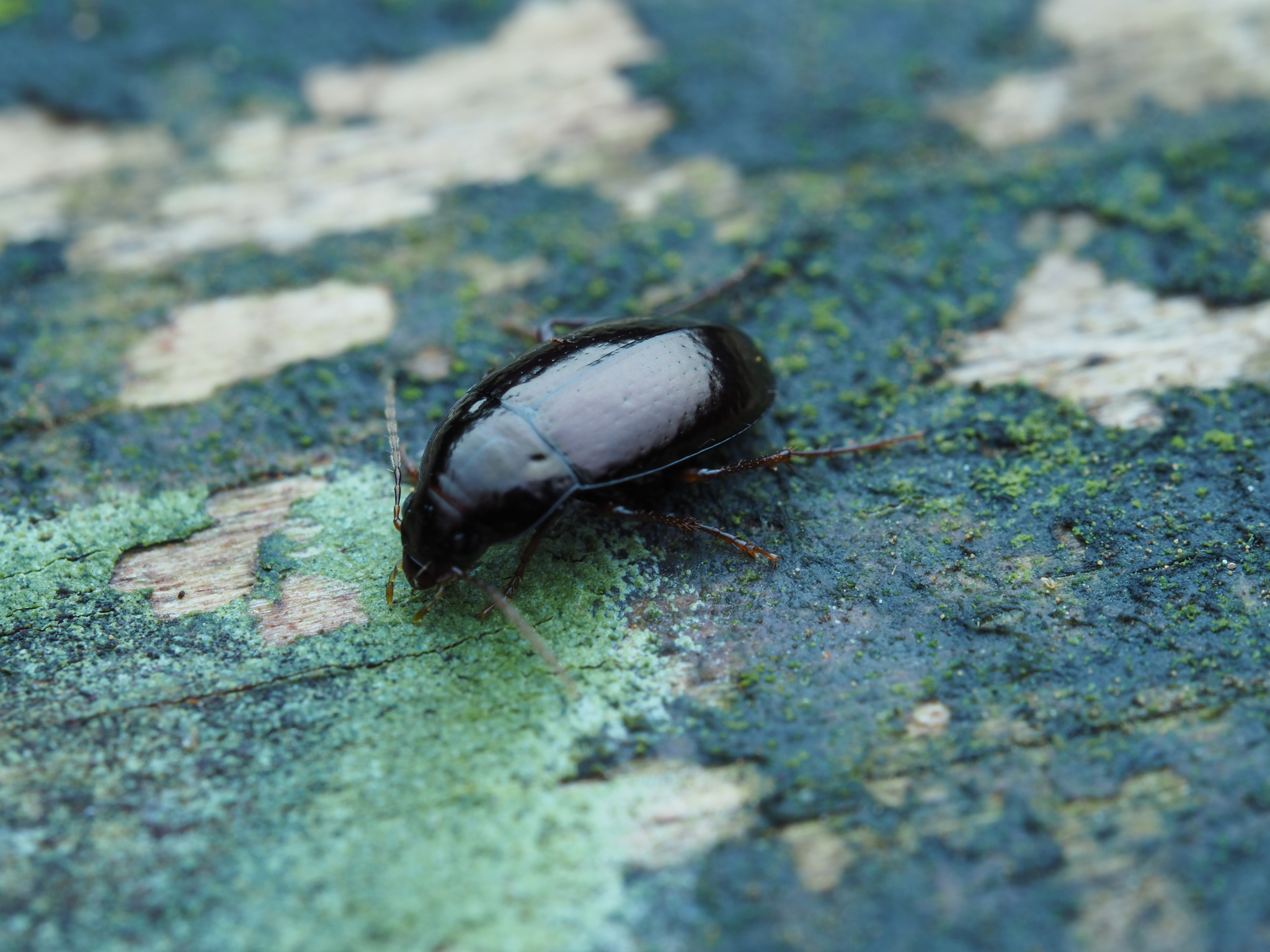
Amarotypus edwardsii, Nova Zelândia

Amarotypini é uma tribo monotípica de carabídeos da subfamília Migadopinae.

## Gênero
- Amarotypus Bates, 1872